# Bugatti Type 55
De Bugatti Type 55 is een sportauto gebouwd door Bugatti tussen 1932 en 1935. Hij werd in 1932 geïntroduceerd op de Mondial de l'Automobile in Parijs. De auto werd gebouwd op het chassis van de Bugatti Type 54.

## Techniek
De Bugatti Type 55 werd aangedreven door een 2,3-liter motor. Deze motor was al eerder gebruikt in de Bugatti Type 51 maar was voor deze auto iets aangepast, zodat hij kon rijden op de benzine die op dat moment voor de consument in Frankrijk te krijgen was. De motor leverde een vermogen van 130 pk en had een topsnelheid van 180 km/u. 

## Waarde
De auto was destijds te koop voor een bedrag van 72.500 francs, een exorbitant bedrag voor die tijd. De auto werd dan ook voornamelijk besteld door welgestelde personen die de auto gebruikte als sportauto. Sommige werden echter gebruikt door hun eigenaren in de racerij.
Tegenwoordig is de Type 55 erg gewild onder verzamelaars. Op een veiling in Monaco in 2008 werd er een bedrag van € 2.097.500 voor een Type 55 neergeteld.